# Giulio De Vita
Giulio De Vita (Pordenone, 7 dicembre 1971) è un fumettista italiano.

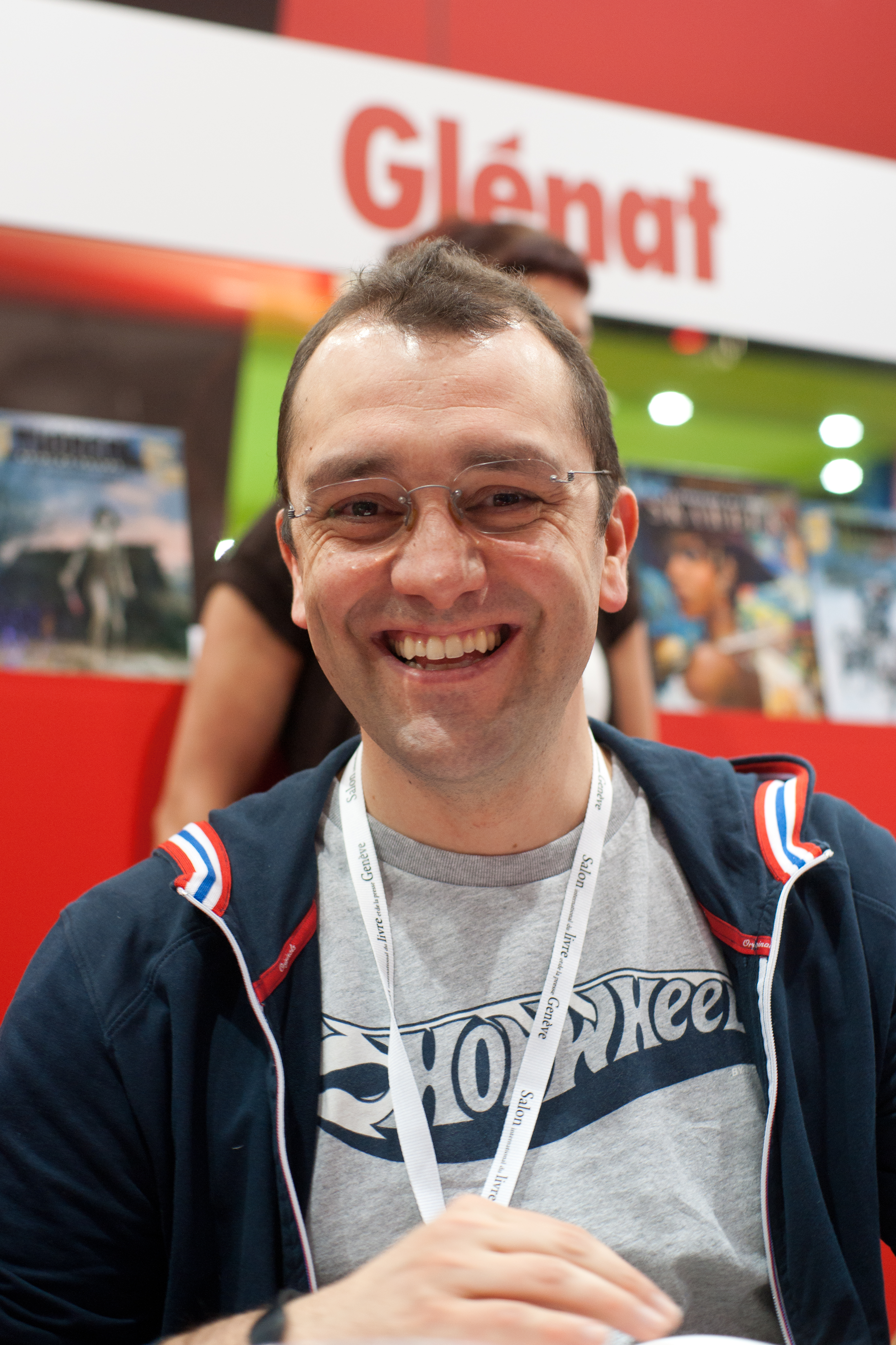

Agli inizi degli anni Novanta esordisce come disegnatore nella la serie fumettistica Lazarus Ledd. Con Il Potere e la Gloria (1995) ottiene il premio per il miglior giovane disegnatore a Falconara Marittima. Dopo aver disegnato varie copertine per i supereroi Marvel Comics, crea il personaggio Peltron apparso su Il Gazzettino.
Realizza la copertina per il disco e il video degli 883 La donna il sogno & il grande incubo, e story-board per videoclip  dei cantanti Vasco Rossi, Zucchero Fornaciari, Sting. Cura la regia di videoclip per la casa di produzione Diamante Films di Bologna.
Nel 1999 collabora alla realizzazione del film di animazione Aida degli alberi di Guido Manuli, che esce nelle sale cinematografiche italiane nel 2001.
Nel 2000 esordisce nel mercato fumettistico francese pubblicando con case editrici come Soleil Editions, Glénat, Dupuis, ma principalmente con Le Lombard e viene tradotto in diverse lingue (spagnolo, portoghese, italiano, fiammingo, tedesco, olandese, inglese, polacco, svedese).
Nel 2004 è ideatore con lo sceneggiatore Francesco Artibani della serie Kylion per Buena Vista International.
Nel 2013 ha presentato al Festival international de la bande dessinée d'Angoulême, lo spettacolo musicale "Lemuri, Le Visionnaire" che integra musica e fumetto in collaborazione con il musicista V. Centrone ed è stato celebrato con una mostra antologica personale a Lucca Comics & Games.
Nel 2017 pubblica per Sergio Bonelli Editore l’albo cartonato Tex Sfida nel Montana su testo di Gianfranco Manfredi.
Svolge anche la professione di pubblicitario. 
Dal 2018 è ideatore del PAFF! Palazzo Arti Fumetti Friuli di Pordenone, un innovativo progetto che usa il fumetto come strumento di avvicinamento culturale di cui è direttore artistico e presidente fino al 2023.

## Opere
- Lazarus Ledd T3; (in coppia con E. Barison; testi di Ade Capone); 1993 ed. Star Comics
- Lazarus Ledd T6; (testi di Ade Capone); 1993 ed. Star Comics
- Lazarus Ledd Speciale Lucca (testi di Ade Capone); 1994 ed. Star Comics
- Lazarus Ledd Speciale Tutto; (testi di Ade Capone); 1994 ed. Star Comics
- Les Ombres de la Lagune; (testi di F. Corteggiani); 2000, ed. Soleil (Premio Éléfant d'or meilleur espoir a Chambéry, Francia)
- Le Décalogue T2; (testi di F. Giroud); 2001, ed. Glènat
- James Healer T1; Camden Rock, (testi di Y.Swolfs) ; 2002, ed. Lombard (Premio miglior disegnatore a Blois, Francia);
- James Healer T2; La Nuit du Cobra, (testi di Y. Swolfs); 2003, ed. Lombard (Premio miglior disegnatore al Festival dalla Costa Azzurra di Mandelieu, Francia).
- James Healer T3; La Montagne Sacre; (testi di Y. Swolfs); 2004, ed. Lombard
- Kylion, T1; (testi di F. Artibani) ; 2004, ed. Disney
- Kylion, T6; (testi di S.Vietti) ; 2004, ed. Disney
- Wisher T1, Nigel (testi di S. Latour); 2006, ed. Lombard
- Wisher T2, Féeriques (testi di S.Latour); 2007, ed. Lombard
- Wisher T3, Glée (testi di S.Latour); 2009, ed. Lombard
- Wisher T4, Chapeau melon et canne à fée (testi di S.Latour); 2010, ed. Lombard
- "Kriss de Valnor, Les Mondes de Thorgal T1, Je n'oublie rien" (testi di Y.Sente); 2010, ed. Lombard (Premio Coup de Cœur miglior disegnatore a Festival Bédéciné Illzach, Francia)
- "Kriss de Valnor, Les Mondes de Thorgal T2, La Sentence des Walkyries" (testi di Y. Sente); 2012, ed. Lombard
- "Kriss de Valnor, Les Mondes de Thorgal T3, Digne d'une Reine" (testi di Y. Sente); 2012, ed. Lombard
- "Kriss de Valnor, Les Mondes de Thorgal T4, Alliances" (testi di Y. Sente); 2013, ed. Lombard
- "Kriss de Valnor, Les Mondes de Thorgal T5, Rouge comme le Raheborg" (testi di Y. Sente); 2014 ed. Lombard
- Tex "Sfida nel Montana" (testi di G. Manfredi); 2016 ed. Sergio Bonelli Editore